# Aeroport Internacional de Los Angeles
L'Aeroport Internacional de Los Angeles (codi IATA: LAX; codi OACI: KLAX) (en anglès: Los Angeles International Airport) o simplement conegut com a LAX pels californians, amb les lletres pronunciades separadament. L'aeroport està localitzat al sud-oest de Los Angeles, en el veïnat de Westchester, a 27 km del centre de la ciutat. Abans de l'11 de setembre de 2001 l'aeroport era el tercer aeroport més ocupat del món. L'aeroport ocupa 14 km² de la ciutat prop de la costa de l'oceà Pacífic.
LAX té més vols sense escales que qualsevol altre aeroport en el món. És el cinquè aeroport més ocupat en el món en termes de trànsit de passatgers, i el sisè aeroport més ocupat en el món en termes de càrrega. Servint a més de 60 milions de passatgers i més de 2 tones de càrrega.
En termes de passatgers internacionals, és el segon aeroport als Estats Units, per sota de l'Aeroport Internacional John F. Kennedy. És un dels aeroports principals de United Airlines, que opera en les Terminals 6, 7, i 8.
LAX serveix 87 destinacions nacionals i 69 destinacions internacionals a Amèrica del Nord, Llatinoamèrica, Europa, Àsia, i Oceania. Les aerolínies més prominents de l'aeroport són United Airlines (19,57%, inclòs el trànsit de United Express), American Airlines (15%), i Southwest Airlines (12,7%). També és una ciutat enfocada per American Airlines i Alaska Airlines i és una entrada internacional per a Delta Air Lines.

## Terminals i aerolínies
LAX té nou terminals en forma de "U" per passatgers.

### Terminal 1
- Southwest Airlines (Albuquerque, Austin, Baltimore/Washington, Chicago-Midway, El Paso, Houston-Hobby, Kansas City, Las Vegas, Nashville, Oakland, Filadèlfia (Pennsilvània), Phoenix, Reno/Tahoe, Sacramento, St. Louis, Salt Lake City, San Antonio, San Jose (CA), Tucson)
- US Airways (Charlotte, Philadelphia, Phoenix, Pittsburgh)
  - US Airways operat per America West Airlines (Acapulco, Las Vegas, Phoenix)
  - US Airways Express operat per Mesa Airlines (Las Vegas, Phoenix, Puerto Vallarta)

### Terminal 2

Mapa de l'Aeroport.

- Air Canada (Calgary, Montreal, Toronto-Pearson, Vancouver)
  - Air Canada Jazz (Calgary, Edmonton)
- Air China (Beijing)
- Air France (Papeete, Paris-Charles de Gaulle)
- Air Mobility Command
- Air New Zealand (Apia, Auckland, London-Heathrow, Nadi)
- Aviacsa (León, Monterrey)
- Avianca (Bogotá)
- Hawaiian Airlines (Honolulu)
- KLM (Amsterdam)
- Northwest Airlines (Detroit, Hong Kong, Honolulu, Indianapolis, Las Vegas, Memphis, Minneapolis/St. Paul, Tokyo-Narita)
- TACA (Departures) (Guatemala City, San José (CR), San Salvador)
- Virgin Atlantic (London-Heathrow)

### Terminal 3
- AirTran Airways (Atlanta, Indianapolis)
- Alaska Airlines (Anchorage, Calgary, Cancun, Guadalajara, Ixtapa/Zihuatanejo, La Paz, Loreto, Los Cabos, Manzanillo, Mazatlán, Mexico City, Portland (OR), Puerto Vallarta, San Francisco, Seattle/Tacoma, Spokane, Vancouver, Washington-Reagan)
  - Horizon Air (Arcata, Boise, Medford, Redding, Redmond/Bend, Reno/Tahoe, Santa Rosa [begins March 20, 2007], Spokane [begins July 1, 2007], Sun Valley)
- ATA Airlines (Honolulu, Kahului)

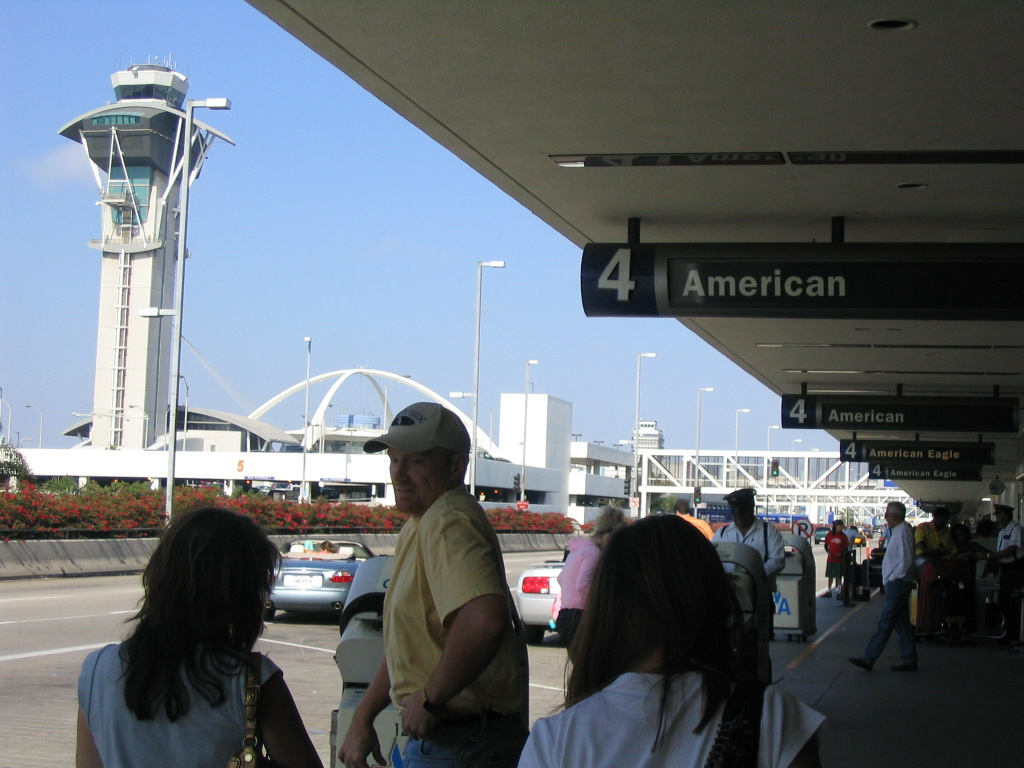
Exterior de la Terminal 4.

- Frontier Airlines (Denver, Los Cabos, San Francisco)
  - Frontier JetExpress operat per Republic Airlines (Denver, San Francisco)
- Midwest Airlines (Kansas City, Milwaukee)
- Spirit Airlines (Detroit, Fort Lauderdale
- Sun Country Airlines (Minneapolis/St. Paul)
- WestJet (Calgary)

### Terminal 4
- American Airlines (Austin, Boston, Chicago-O'Hare, Dallas/Fort Worth, Denver, Fort Lauderdale, Honolulu, Kahului, Kona, Las Vegas, Lihue, London-Heathrow, Los Cabos, Miami, Nashville, New York-JFK, Newark, Orlando, San Antonio, San Francisco, San Juan, San Salvador, St. Louis, Tokyo-Narita, Toronto-Pearson, Washington-Dulles)
  - American Eagle (Fayetteville (AR), Fresno, Las Vegas, Monterey, San Diego, San Francisco, San Jose (CA), San Luis Obispo, Santa Barbara)
- Qantas

### Terminal 5
- Aeroméxico
  - Aerolitoral (Culiacán, Hermosillo, Monterrey)
- Air Jamaica (Montego Bay)
- Delta Air Lines (Acapulco, Atlanta, Boston, Cancun, Cincinnati/Northern Kentucky, Columbus, Fort Lauderdale, Guadalajara, Guatemala City, Hartford, Honolulu, Ixtapa/Zihuatanejo, Jacksonville, Kahului, Liberia, Managua, New Orleans [begins February 15, 2007], New York-JFK, New York-LaGuardia [seasonal], Orlando, Puerto Vallarta, Raleigh/Durham, Salt Lake City, Tampa)
  - Delta Connection operat per Atlantic Southeast Airlines (Culiacán, Hermosillo, La Paz, Las Vegas, Loreto, Manzanillo, Mazatlán, Oakland, Palm Springs, Reno/Tahoe Sacramento, Salt Lake City, San Francisco, Torreón Zacatecas)

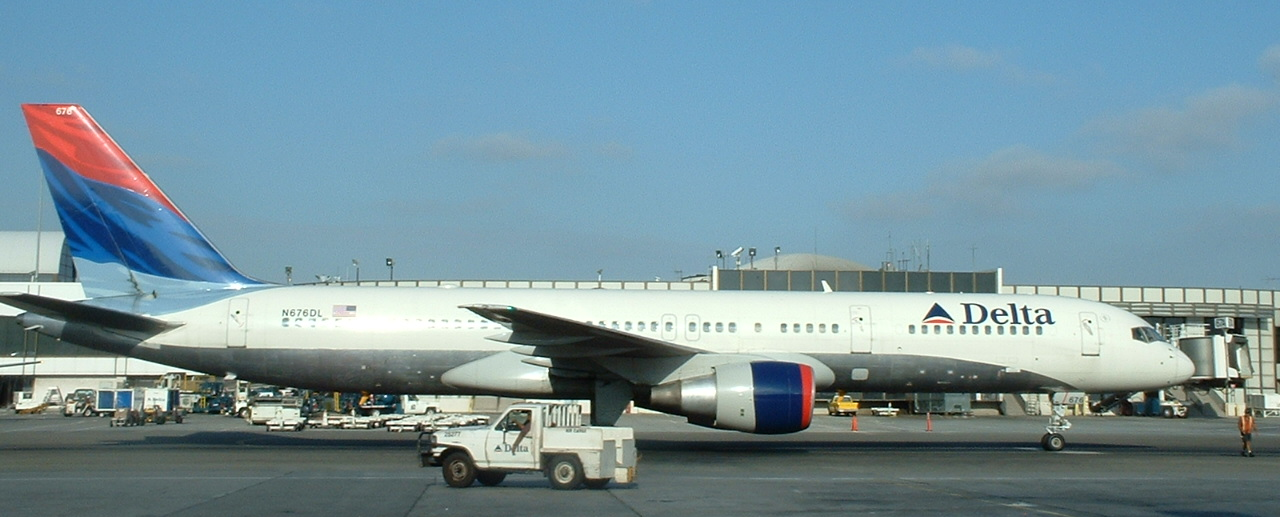
Boeing 757 de Delta Airlines

### Terminal 6
- Aeroméxico (Aguascalientes, Cancun, Culiacán, Guadalajara, León, Mexico City, Puebla)
- Continental Airlines (Cleveland, Honolulu, Houston-Intercontinental, Newark)
- Copa Airlines (Panama City)
- Delta Air Lines
  - Delta Connection operat per SkyWest (Salt Lake City)
- United Airlines
- United Airlines (Cancun, Ciudad de Guatemala, Ixtapa/Zihuatanejo, Londres-Heathrow, Ciudad de México, San Salvador, Sydney, Tokio-Narita)

### Terminal 7
- United Airlines (Baltimore/Washington, Boston, Cancun, Chicago-O'Hare, Dallas/Fort Worth, Denver, Guatemala City, Honolulu, Kahului, Kona, Lihue, London-Heathrow, Melbourne, Mexico City, New York-JFK, New Orleans, Newark, Oakland, Orlando, Philadelphia, Portland (OR), Sacramento, San Francisco, San Salvador, Seattle/Tacoma, Sydney, Tokyo-Narita, Washington-Dulles)
  - Ted operat per United Airlines (Cancun, Ixtapa/Zihuatanejo, Las Vegas)

### Terminal 8
- United Airlines
  - United Express operat per SkyWest (Albuquerque, Aspen, Bakersfield, Boise, Carlsbad, Colorado Springs, Fresno, Imperial, Inyokern, Modesto, Monterey, Montrose [seasonal], Oakland, Oklahoma City, Ontario, Orange County, Oxnard, Palm Springs, Phoenix, Reno/Tahoe, Sacramento, Salt Lake City, San Antonio, San Diego, San Jose (CA), San Luis Obispo, Santa Barbara, Santa Maria, St. George, Tucson, Vancouver, Visalia, Yuma)

### Tom Bradley International Terminal
Aquesta terminal es va obrir per als Jocs Olímpics de 1984 i es va nomenar en honor de Tom Bradley, el primer alcalde afroamericà de Los Angeles. Aquesta terminal està localitzada en l'extrem oest enmig de les terminals 3 i 4. 34 aerolínies donen servei a Tom Bradley International Terminal i la terminal gestiona més de 10 milions de passatgers internacionals a l'any.
- Aer Lingus (Dublin)
- Aeroflot (Moscow-Xeremétievo)
- Air India (Delhi, Frankfurt)
- Air Pacific (Nadi)
- Air Tahiti Nui (Papeete, París-Charles de Gaulle)
- Alaska Airlines (Llegadas de Mexico)
- All Nippon Airways (Tokyo-Narita)
- Asiana Airlines (Seoul-Incheon)
- British Airways (London-Heathrow)
- Cathay Pacific (Hong Kong)
- China Airlines (Taipei-Taiwan Taoyuan)
- China Eastern Airlines (Shanghai-Pudong)
- China Southern Airlines (Guangzhou)
- Copa Airlines (Llegadas)
- El Al (Tel-Aviv)
- EVA Air (Taipei-Taiwan Taoyuan)
- Iberia (Madrid)
- Japan Airlines (Tokyo-Narita)
- Korean Air (Seoul-Incheon, Tokyo-Narita)
- LAN Airlines (Santiago de Chile)
  - LAN Peru (Lima, São Paulo-Guarulhos)
- LTU International (Düsseldorf)
- Level (Barcelona)
- Lufthansa (Frankfurt, Múnic)
- Malaysia Airlines (Kuala Lumpur, Taipei-Taiwan Taoyuan)
- Mexicana (Cancun, Culiacan, Guadalajara, León, Los Cabos, Mazatlán, Ciutat de Mèxic, Monterrey, Morelia, Zacatecas)
  - Click Mexicana (Torreón)
- Norwegian Air Shuttle (París-Charles de Gaulle, Barcelona, London–Gatwick, Madrid, Copenhagen, Oslo–Gardermoen, Rome–Fiumicino, Stockholm–Arlanda)
- Philippine Airlines (Manila)
- Qantas (Auckland, Brisbane, Melbourne, Sydney)
- Singapore Airlines (Singapur, Taipei-Taiwan Taoyuan, Tokyo-Narita)
- Swiss International Air Lines (Zuric)
- TACA (San Salvador)
- Thai Airways International (Bangkok)
- Varig (Río de Janeiro-Galeão, Sao Paulo-Guarulhos)

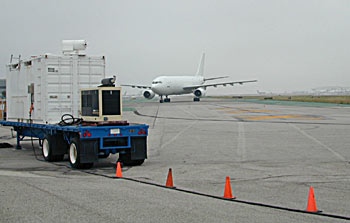
Avió Charter esperant autorització per enlairar-se.

### Charter
- Interstate Jet
- Miami Air
- Omni Air International
- World Airways
- PrivatAir